# الغواصة الألمانية يو-721
غواصة يو-721 غواصة يو بوت ألمانية من غواصة الفئة السابعة سي بنيت لسلاح بحرية ألمانيا النازية كريغسمارينه، في أحواض سي. ستولكن سون خلال الحرب العالمية الثانية.